# 新竹縣
新竹縣是中華民國臺灣省的縣，位於臺灣西北部，為臺灣客家大縣，北臨桃園市，南接苗栗縣，東南以雪山山脈與宜蘭縣、臺中市相連，西部面向臺灣海峽，西與新竹市交界。全縣總面積約1,427平方公里，除鳳山溪、頭前溪中下游沖積平原外，其餘大多為丘陵、台地及山地。
早期新竹縣郊區多務農，1970年代工業技術研究院創設於新竹市，1980年代新竹科學工業園區設立於新竹市東區及新竹縣寶山鄉，1990年代位於湖口鄉的新竹工業區也逐漸從傳統產業聚落轉型為新興高科技產業聚落，使得新竹縣成為北臺灣的高科技產業重鎮，而人口也在近幾年急速增加。

## 歷史
新竹地區古稱「竹塹」，遠在漢人入墾之前，即為原住民道卡斯平埔族、賽夏族、泰雅族世代聚居之地。
17世紀荷蘭殖民台灣時，曾對居住竹塹地區海岸平原的平埔原住民進行戶口調查。在1654年的調查中，分布於今香山、鹽水港一帶的道卡斯族竹塹社計有149戶、523人。1661年（明永曆十六年），明鄭大軍進攻臺灣，鄭成功部將楊祖率左先鋒陣軍隊於新港仔（今苗栗縣後龍鎮）、及竹塹一帶屯墾。幾個月後遭原住民攻擊，楊祖負傷退回赤崁。1683年（清康熙二十二年）台灣併入清朝版圖 ，竹塹劃歸諸羅縣管轄，漢人再度墾殖竹塹地區。1691年福建泉州王世傑（閩南籍）獲准帶領親族180餘人和福建銀同同鄉以暗仔街為中心往新竹市市區發展，同時向竹塹社族人取得土地墾植，廣興水利開發良田，形成閩南移民聚落。
1723年（清世宗雍正元年），於大甲溪以北析置淡水廳，廳治即設於竹塹（今新竹市），成為清朝時期北台灣第一個閩南族群建城的城市。拓墾規模較大者如1725年粵籍徐立鵬帶領族人進入今竹北市、竹東鎮、新豐鄉等地墾殖，形成海陸客家移民聚落；嘉慶年間，粵籍吳氏會昌公派下族人亦從桃園南崁、中壢、楊梅等地播散至竹北二堡（今關西鎮）展開拓墾，形成四縣客家移民聚落。
1835年（道光十五年），淡水同知李嗣鄴先後下令粵籍姜秀鑾與閩籍林德修、周邦正仝立合約，閩粵各募資本一萬二千六百圓，共同設立閩粵合股之武裝拓墾組織「金廣福墾號」拓墾位於新竹東南方之大隘地區，範圍包括今日之北埔鄉、寶山鄉、峨眉鄉等地及新竹市塹南部份地區。
至19世紀後期，西部沿海平原多為閩南籍移民聚居地，中部河谷平原及丘陵地多屬客籍移民與平埔族聚居，而賽夏族、泰雅族則退居於東部山區。
1875年（光緒元年）淡水廳拆分為新竹縣、淡水縣與基隆廳，竹塹即於此改稱「新竹」並首度設縣，行政中心設於今新竹市，其範圍包括今桃園市社子溪以南地區、新竹縣市、苗栗縣及臺中市大甲溪以北地區。1887年新竹、苗栗分治，新竹縣轄區縮小為今桃園市社子溪以南地區、新竹縣市、苗栗縣中港溪以北地區，行政中心設於竹塹城（今新竹市舊城區）。
1895年（明治28年）台灣割讓給日本後，初期行政區劃變更頻繁。1901年（明治34年）11月分全台為20廳後始趨於穩定，當時新竹地區設為新竹廳，下轄五支廳，範圍約為今之新竹縣不含關西鎮，並含中港溪以北的苗栗地區。1909年（明治42年）10月拆苗栗廳廢廳，大安溪以北併入新竹廳，以南併入臺中廳；此時新竹廳轄區擴大為今新竹縣市及苗栗縣（不含關西鎮），行政區中心設於新竹區（今新竹火車站一帶）。1920年（大正9年）9月，廢廳置州，合併新竹廳全境、桃園廳（不含三角湧支廳）為新竹州，下置8郡，州治設於新竹郡新竹街（後升格為新竹市），中正路是城市軸線。
1945年（民國34年）二戰結束後，國民政府接收台灣，將新竹州改為新竹縣，轄區不變；原轄郡改為縣轄區，郡轄街庄改為區轄鎮跟鄉。同年10月30日劃出新竹市為省轄市，原設於新竹市的縣政府，終戰後遷出新竹市，經有關官員及各級民意代表多次研討後，改設於桃園區桃園鎮。1946年（民國35年）下轄竹東區竹東鎮與寶山鄉劃入新竹市，改制為竹東區和寶山區2區。1949年3月，大溪區角板鄉（今桃園市復興區）與竹東區尖石、五峰二鄉以及大湖區大安鄉（今苗栗縣泰安鄉）劃出為新峰區管轄。
1950年（民國39年）臺灣省進行行政區劃調整，原新竹縣改稱桃園縣，並自原新竹縣轄區分出新竹縣、苗栗縣等2縣，廢除縣轄區署制度改為鄉鎮市；而新竹市由省轄市重新劃分為新竹縣下轄的縣轄市，並將竹東、寶山、香山等三區自新竹市析出後，改制為新竹縣竹東鎮、寶山鄉、香山鄉，縣治設於新竹市。
新竹縣政府辦公處1950年至1989年期間原位於新竹州廳，因1982年（民國71年）7月1日起，原新竹縣下轄新竹市和香山鄉合併升格為省轄市，新竹縣政府縣治因此改遷至竹北鄉，故竹北鄉成為新竹縣治，並於1988年（民國77年）10月31日將竹北鄉改制為縣轄市竹北市至今。

## 地理

### 地形
新竹縣的地形以山地、丘陵多而平原少。全縣以東南部與宜蘭縣、台中市交界一帶之雪山山脈地勢最高，海拔多在3,000尺上下。由此向西北逐次降低，至竹北市附近已降至20至30公尺。平原分布於西部沿海及河谷地帶，中間有廣大的丘陵與台地。
新竹平原位於本縣西部，為鳳山溪與頭前溪間之沖積平原，範圍包含新竹縣竹北市幾乎全部，新埔鎮、關西鎮、芎林鄉、竹東鎮、橫山鄉的一部分，以及新竹市的北半部。全區地勢平緩，水源充足，為全縣主要的農業生產基地，也是聚落與商業中心所在地。 
湖口台地位於本縣北部，為一略呈東西走向的狹長帶狀台地，範圍包含新豐鄉、湖口鄉全部，以及新埔鎮、關西鎮部分地區。農業以旱作或茶葉、水果等經濟作物為主；工商業則以位於湖口鄉的新竹工業區為重鎮，除了傳統製造業外，近來隨著新竹科學工業園區用地漸趨不足，吸引許多高科技廠商來此設廠。 
本縣中部及南部有飛鳳山丘陵、竹東丘陵、竹南丘陵等廣大丘陵地帶，範圍涵蓋新埔鎮、關西鎮、芎林鄉、橫山鄉、竹東鎮、北埔鄉、寶山鄉、峨眉鄉等行政區。旱作產物或茶葉、水果等為主要的農業產品。 
本縣山地主要分佈於東南部尖石鄉、五峰鄉全境和關西鎮、橫山鄉、竹東鎮、峨眉鄉的一部份。其中五峰鄉西南端爺巴堪溪流域被劃入雪霸國家公園，蘊含豐富的自然景觀資源。

### 水文
新竹縣擁有頭前溪、鳳山溪兩條中央管河川和縣市管河川新豐溪。另外本縣東南部為北台灣第一大河淡水河的源流區。
頭前溪為新竹地區最主要的河川，主流河長63.03公里，流域面積565.94平方公里，分佈於新竹市北部及新竹縣中部的五峰鄉、橫山鄉、尖石鄉、芎林鄉、竹北市等鄉鎮市。主流上源為霞喀羅溪，發源於雪山山脈標高2,512公尺之檜山西北側，中流稱為上坪溪，流至下公館附近與另一支流油羅溪會合後，始稱頭前溪，於南寮注入台灣海峽。頭前溪的落差大，平均坡降比約1:190，在夏季常造成山洪，如新竹五峰鄉、尖石鄉在颱風季節，都被列為土石流高度警介區。頭前溪流經知名的新竹科學工業園區，由於工業區用水量大，但頭前溪屬短促型的急流，枯水期時流域內用水常遇緊迫，因此建有並有上坪攔河堰、隆恩圳攔河堰、燥樹排攔河堰等水利工程，以及寶山水庫及寶二水庫。
鳳山溪是本縣僅次於頭前溪的重要河流，河長約45.45公里，流域面積約250.10平方公里，涵蓋新竹縣及桃園市，其中本縣包含尖石鄉、關西鎮、新埔鎮、橫山鄉、湖口鄉、竹北市等行政區。鳳山溪發源自新竹縣關西鎮、尖石鄉與桃園市復興區交界處的鳥嘴山（外鳥嘴山）西側，於崁子腳附近與南邊之頭前溪匯合注入台灣海峽。
馬里闊丸溪又名玉峰溪，為淡水河的源流，其流域涵蓋本縣尖石鄉大部分及桃園市復興區的一小部分。其主要源流有二，其中塔克金溪（又名泰崗溪）為主流，發源於品田山北側，先向東北後轉西北流，至秀巒與另一源流薩克亞金溪（又名白石溪）會合，始稱馬里闊丸溪。馬里闊丸溪續流入桃園市境後，成為大漢溪及淡水河的直接源流。
新豐溪位於新豐鄉，河長33.98公里，流域面積94.75平方公里，入海口處分佈有10多公頃的紅樹林，為一知名紅樹林生態遊憩區。

### 氣候

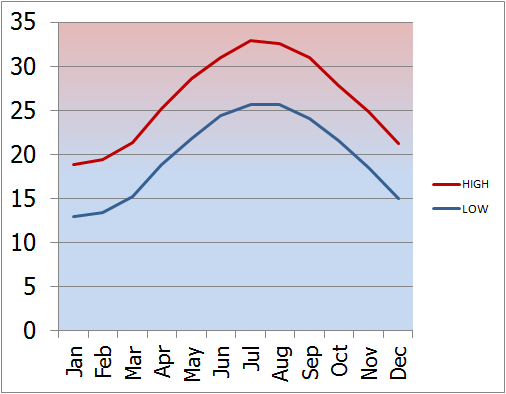
新竹平均氣溫

本縣属于副热带季风气候。全年平均溫度為攝氏22.8度，最冷月為1月、最熱月則是7月，年平均雨量為1,675.6公釐。
於1、2、3月時由於強烈大陸冷氣團的來襲所形成的數波寒流影響，因而潛在著寒害的風險，常有數天的低溫比全台平地月均溫最低的新北市淡水區還要低1至3度不等。
| 新竹（平均數據1992-2020年，極端數據1938-2021年更新中） | 新竹（平均數據1992-2020年，極端數據1938-2021年更新中） | 新竹（平均數據1992-2020年，極端數據1938-2021年更新中） | 新竹（平均數據1992-2020年，極端數據1938-2021年更新中） | 新竹（平均數據1992-2020年，極端數據1938-2021年更新中） | 新竹（平均數據1992-2020年，極端數據1938-2021年更新中） | 新竹（平均數據1992-2020年，極端數據1938-2021年更新中） | 新竹（平均數據1992-2020年，極端數據1938-2021年更新中） | 新竹（平均數據1992-2020年，極端數據1938-2021年更新中） | 新竹（平均數據1992-2020年，極端數據1938-2021年更新中） | 新竹（平均數據1992-2020年，極端數據1938-2021年更新中） | 新竹（平均數據1992-2020年，極端數據1938-2021年更新中） | 新竹（平均數據1992-2020年，極端數據1938-2021年更新中） | 新竹（平均數據1992-2020年，極端數據1938-2021年更新中） |
| 月份                                                   | 1月                                                    | 2月                                                    | 3月                                                    | 4月                                                    | 5月                                                    | 6月                                                    | 7月                                                    | 8月                                                    | 9月                                                    | 10月                                                   | 11月                                                   | 12月                                                   | 全年                                                   |
| ------------------------------------------------------ | ------------------------------------------------------ | ------------------------------------------------------ | ------------------------------------------------------ | ------------------------------------------------------ | ------------------------------------------------------ | ------------------------------------------------------ | ------------------------------------------------------ | ------------------------------------------------------ | ------------------------------------------------------ | ------------------------------------------------------ | ------------------------------------------------------ | ------------------------------------------------------ | ------------------------------------------------------ |
| 历史最高温 °C（°F）                                    | 30.3 (86.5)                                            | 30.5 (86.9)                                            | 33.8 (92.8)                                            | 34.1 (93.4)                                            | 35.3 (95.5)                                            | 37.4 (99.3)                                            | 38 (100)                                               | 39.4 (102.9)                                           | 38.8 (101.8)                                           | 37.9 (100.2)                                           | 34.4 (93.9)                                            | 31.1 (88.0)                                            | 39.4 (102.9)                                           |
| 平均高温 °C（°F）                                      | 19.1 (66.4)                                            | 19.4 (66.9)                                            | 21.6 (70.9)                                            | 25.6 (78.1)                                            | 28.9 (84.0)                                            | 31.5 (88.7)                                            | 33.2 (91.8)                                            | 32.8 (91.0)                                            | 31.2 (88.2)                                            | 28 (82)                                                | 25.1 (77.2)                                            | 21.1 (70.0)                                            | 26.5 (79.7)                                            |
| 日均气温 °C（°F）                                      | 15.7 (60.3)                                            | 16 (61)                                                | 18 (64)                                                | 21.9 (71.4)                                            | 25.2 (77.4)                                            | 27.9 (82.2)                                            | 29.3 (84.7)                                            | 28.9 (84.0)                                            | 27.3 (81.1)                                            | 24.4 (75.9)                                            | 21.5 (70.7)                                            | 17.7 (63.9)                                            | 22.8 (73.0)                                            |
| 平均低温 °C（°F）                                      | 13.1 (55.6)                                            | 13.4 (56.1)                                            | 15.2 (59.4)                                            | 18.9 (66.0)                                            | 22.2 (72.0)                                            | 24.9 (76.8)                                            | 26 (79)                                                | 25.8 (78.4)                                            | 24.4 (75.9)                                            | 21.8 (71.2)                                            | 18.8 (65.8)                                            | 15.1 (59.2)                                            | 20 (68)                                                |
| 历史最低温 °C（°F）                                    | −0.1 (31.8)                                            | 3.5 (38.3)                                             | 3.4 (38.1)                                             | 4.9 (40.8)                                             | 11.7 (53.1)                                            | 14.7 (58.5)                                            | 20.2 (68.4)                                            | 18.9 (66.0)                                            | 14.7 (58.5)                                            | 9.5 (49.1)                                             | 6.6 (43.9)                                             | 4 (39)                                                 | −0.1 (31.8)                                            |
| 平均降雨量 mm（）                                      | 75.7 (2.98)                                            | 123 (4.8)                                              | 159.8 (6.29)                                           | 161.9 (6.37)                                           | 249 (9.8)                                              | 252 (9.9)                                              | 120.2 (4.73)                                           | 197.1 (7.76)                                           | 174.5 (6.87)                                           | 53.6 (2.11)                                            | 51.1 (2.01)                                            | 57.7 (2.27)                                            | 1,675.6 (65.89)                                        |
| 平均降雨天数（≥ 0.1 mm）                               | 9.8                                                    | 11.3                                                   | 13.5                                                   | 12.7                                                   | 12                                                     | 10.6                                                   | 7.9                                                    | 10.7                                                   | 8.9                                                    | 5.5                                                    | 6.8                                                    | 8                                                      | 117.7                                                  |
| 平均相對濕度（％）                                     | 78.3                                                   | 80.4                                                   | 79.6                                                   | 78.4                                                   | 78.1                                                   | 77                                                     | 74.3                                                   | 75.9                                                   | 74.5                                                   | 73.8                                                   | 75.5                                                   | 76.3                                                   | 76.8                                                   |
| 月均日照時數                                           | 106.7                                                  | 91                                                     | 101                                                    | 111.6                                                  | 145.4                                                  | 185                                                    | 240.6                                                  | 209.7                                                  | 193.5                                                  | 190                                                    | 144.8                                                  | 126.1                                                  | 1,845.4                                                |
| 来源：中央氣象局                                       |                                                        |                                                        |                                                        |                                                        |                                                        |                                                        |                                                        |                                                        |                                                        |                                                        |                                                        |                                                        |                                                        |

註：歷史氣溫紀錄包含舊測站之觀測數據，舊測站位於新竹市北區（1938-1991.7），目前新測站位於新竹縣竹北市（1991.7-  ）。

## 區劃人口

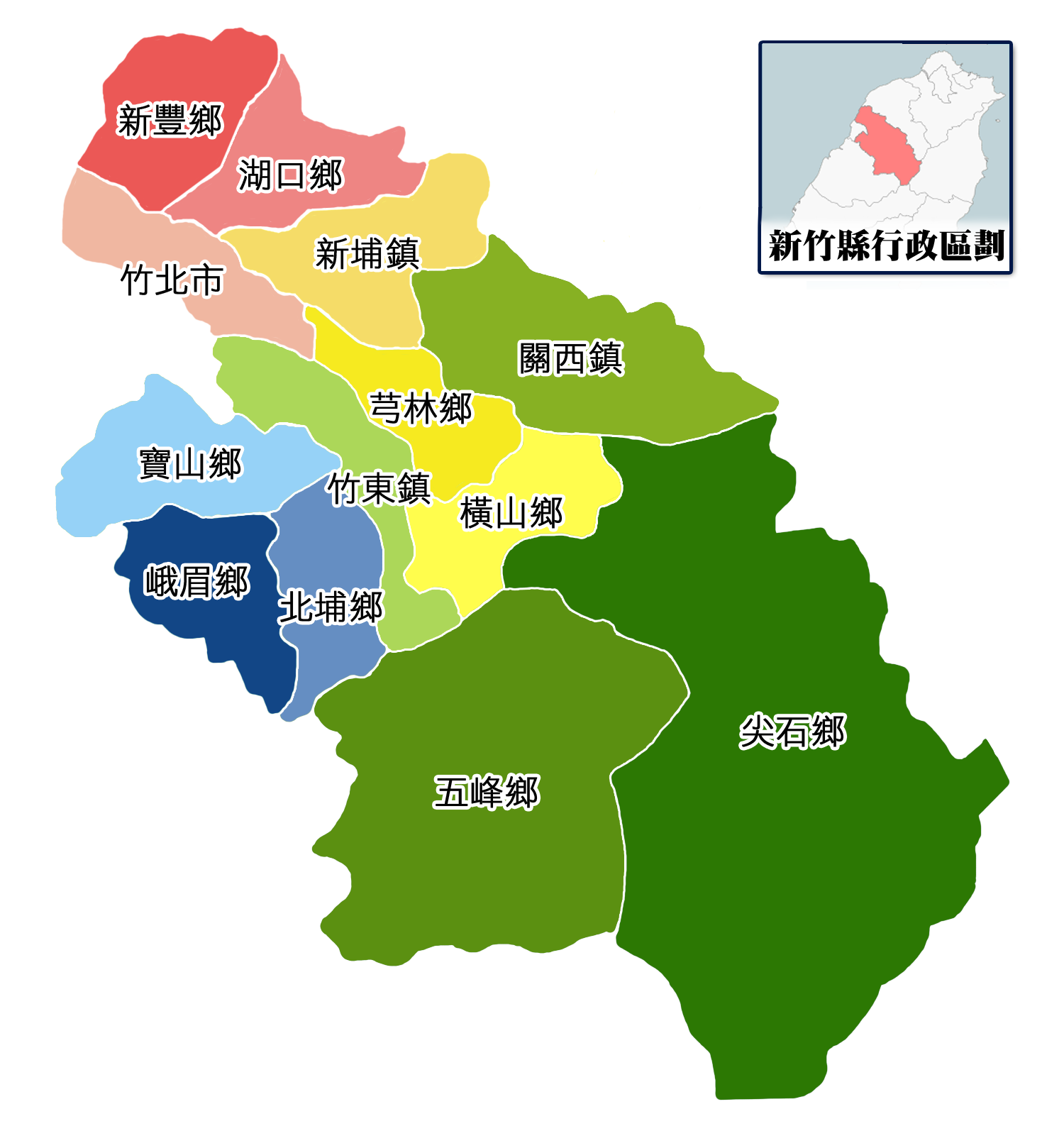
新竹縣行政區劃

1950年（民國39年）調整行政區域，原省轄新竹市7區改為4區1鎮2鄉，與原新竹縣所屬新竹區的2鎮3鄉、竹東區的4鄉、新峰區的尖石鄉、五峰鄉等4區14個鄉鎮合併獨立為新竹縣，轄4區、3鎮、11鄉:66:卷一, 1。1951年（民國40年）將東、西、南、北四區撤銷，合併組成縣轄新竹市，縣治設於原新竹市:67:卷一, 1。1956年（民國45年）紅毛鄉改名新豐鄉:卷二, 15。1982年（民國71年）七月一日新竹市與香山鄉合併升格為省轄市，縣市再度分治:69，並同時將縣治遷建竹北鄉，轄3鎮、10鄉。1988年（民國77年）竹北鄉升格為縣轄市:卷四, 1，目前全縣共轄有1市（竹北市）、3鎮（竹東鎮、新埔鎮、關西鎮）、9鄉（湖口鄉、新豐鄉、峨眉鄉、寶山鄉、北埔鄉、芎林鄉、橫山鄉，尖石鄉、五峰鄉為山地鄉），共有13個鄉鎮市。

### 地域分區
新竹縣依地理距離形勢，可以頭前溪分為溪北及溪南兩大地域：
| 地域     | 城鎮                                                   |
| -------- | ------------------------------------------------------ |
| 溪北地區 | 竹北市、新豐鄉、湖口鄉、新埔鎮、關西鎮、芎林鄉、橫山鄉 |
| 溪南地區 | 竹東鎮、寶山鄉、峨眉鄉、北埔鄉、五峰鄉、尖石鄉         |

## 政治

### 縣政組織
新竹縣政府是新竹縣的最高行政機關，在中華民國政府架構中為縣自治的行政機關，同時負責執行中央機關委辦事項，新竹縣的自治監督機關為行政院各部會（主要為內政部）。縣長由全體縣民直接選舉產生，任期為四年，連選可連任一次。新竹縣政府並置縣政會議，為縣政最高決策機構，在縣長及副縣長之下，設有15個內部單位、6個所屬一級機關、33個所屬二級機關、139所各級學校。
新竹縣縣長是新竹縣政府之行政首長，負責綜理縣政，並指揮、監督所屬職員及機構，現任縣長為中國國民黨籍的楊文科。
新竹縣議會是新竹縣的最高民意機關，代表新竹縣全體縣民立法和監察縣政府之施政。縣議員由公民直選選出，任期為四年，可連選連任。新竹縣議會共有37位縣議員，分別為第一選區12席縣議員、第二選區5席縣議員、第三選區3席縣議員、第四選區2席縣議員、第五選區2席縣議員、第六選區1席縣議員、第七選區1席縣議員、第八選區6席縣議員、第九選區1席縣議員、第十選區1席縣議員、第十一選區1席縣議員、第十二選區1席縣議員、第十三選區1席縣議員，議長、副議長由37位縣議員互選產生。
此外，臺灣新竹地方法院是新竹地區的司法機關，屬於普通法院，臺灣新竹地方檢察署是新竹地區的檢察機關，當地居民之民、刑訴訟和審理由該機關辦理。

### 宗親與派系
新竹縣在新竹市被降格為縣轄市期間，客家人多於閩南人，但差距不大，形成縣長由客家人擔任，議會議長由閩南人掌握的傳統。在閩南人佔多數的新竹市恢復為省轄市後，新竹縣的客家人比率高達85%左右，宗親勢力抬頭，派系反而退居其次，地方上政黨力量與個人魅力更形薄弱。

### 立法委員選舉
新竹縣立法委員共分為二個選舉區，分別為新竹縣第一選舉區（新豐鄉、湖口鄉、新埔鎮、芎林鄉、關西鎮、尖石鄉、竹北市尚義里等12里）與新竹縣第二選舉區（竹東鎮、寶山鄉、北埔鄉、峨眉鄉、橫山鄉、五峰鄉、竹北市泰和里等19里），經2024年中華民國立法委員選舉後，新竹縣第十一屆立法委員第一選舉區由中國國民黨籍的徐欣瑩當選；第二選舉區亦由同黨籍的林思铭當選。

## 經濟產業

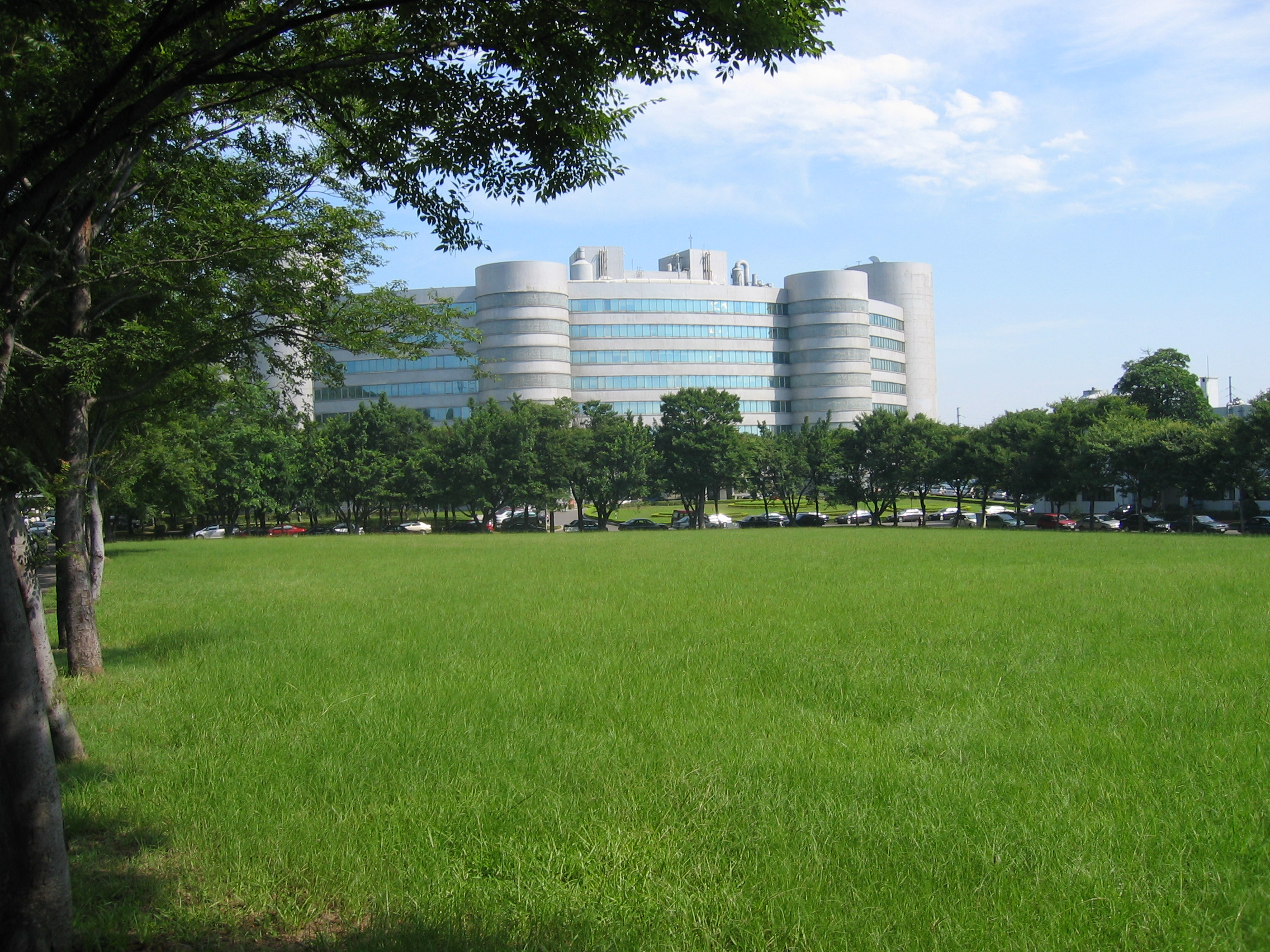
工業技術研究院

新竹縣農業產品有甜柿、水蜜桃、海梨柑、桶柑、東方美人茶、高接梨、柿餅。
新竹科學園區主園區座落新竹市東區，總面積約632公頃，從業人員超過10萬人，是臺灣第一個科學園區，進駐廠商分屬半導體、電腦、通訊、光電、精密機械、生物技術等產業。新竹科學園區是全球半導體製造業最密集的地方之一。
新竹產業園區，舊稱新竹工業園區、湖口工業區，位於本縣湖口鄉，總面積517公頃，屬於綜合性工業區為臺灣新竹縣大型工業區，隸屬經濟部工業局管理，；於1977年開發完成第一期，西臨明新科技大學，南鄰竹北台元科技園區。工業區內目前計有614家工廠，從業員工數約64,000人，年產值約新臺幣5,908億元。新進駐廠商大都屬高科技產業，如：電子、機械設備與金屬製品等，其中又以電子零組件製造業佔多數，已逐漸從傳統行業中轉向高科技工業邁進。

## 文化

### 語言
新竹縣通行現代標準漢語，其他漢語族語言主要通行海陸腔客家話，竹北市西半部及新豐鄉西北沿海三村地區部分使用偏泉腔臺灣話較多，關西鎮及峨眉鄉之部分地區則使用四縣腔客家話，境內亦有少數人口使用饒平腔客家話。
南島語系語言通行於縣內兩個山地鄉，五峰鄉、尖石鄉使用泰雅語，五峰鄉部分村落使用賽夏語。部分受過臺灣日治時期教育的年長縣民能以日語溝通。

### 文學
在文學史及其相關論述方面，博碩士論文有薛建蓉（清代台灣本土士紳角色扮演及在地意識研究 - 以新竹市竹塹文人鄭用錫與林占梅為探討對象）、許楓萱〈清代明志書院研究〉新竹市、武麗芳（日據時期竹塹地區詩社研究）新竹市、黃美娥（清代台灣竹塹地區傳統文學研究）新竹市等；期刊論文有黃美娥（北台文學之冠 - 清代竹塹地區的文人及其文學活動）閩南族群活動等。
該縣古典詩文的編採成果，目前已有新竹縣政府編輯《大新吟社詩集》。在賽夏族的神話及習俗的研究成果，目前已有朱鳳生《賽夏族神話及習俗》。
縣文化局舉辦重要、長期的文學活動有「吳濁流文藝獎」徵文活動並出版得獎作品集、持續發行《新竹文獻》、縣史館設置吳濁流與龍瑛宗作家文物展示區。
縣籍作家方面，日治時期重要的兩位作家吳濁流、龍瑛宗，都是在新竹縣出生、成長。戰後，新竹縣出生或是歸入該縣的作家、文學評論者不少，比較著名的有杜潘芳格（新埔）、林柏燕（新埔）、劉還月（新埔）、范文芳（竹東）、彭鏡禧（竹東）、六月（本名：劉菊英，新埔）、徐仁修（芎林）、彭瑞金（北埔）、范陽松（湖口）、張堂錡（湖口）、馮菊枝等人確定出生在新竹縣市的作家、文學評論者有：田新彬、江上（本名：江文雙）、法藍西斯（本名：謝岱玲）、袁瓊瓊、張守禮、張曼娟、野聲（本名：曾繼雄）、黃娟（本名：黃瑞娟）、楊維晨、詩薇（本名：羅秀珍）、趙妍如、趙莒玲、劉賢妹、鄭明娳、鄭明痕、澍文（本名：唐美惠） 。
推廣及贊助文學活動的基金會，目前有「新竹縣文化基金會」；文學社團有「新竹縣客家文化發展協會」。

### 有形文化資產
至2012年2月4日為止，新竹縣文化局（包括改制前的新竹縣立文化中心）已經調查研究並且出版成果的有形文化資產包括國定古蹟有金廣福公館1項，縣定古蹟有竹北蓮華寺、大山背樂善堂、新埔張氏家廟等23項、歷史建築有大湖口公學校、竹東頭重並禁、示禁二碑、北埔忠恕堂等23項。
- 文化景觀
  - 新竹縣竹東圳文化地景
  - 新竹縣北埔事件文化地景
  - 芎林鄉紙寮窩文化
  - 頭前溪中上游開墾史的相關史料

### 無形文化資產
至2012年2月4日為止，新竹縣文化局（包括改制前的新竹縣立文化中心），已經調查研究並且出版成果的無形文化資產有：
- 傳統藝術
  - 客家傳統山歌
  - 客家三腳採茶戲
  - 客家採茶大戲

- 風俗及有關文物
  - 賽夏族神話故事及習俗
  - 台灣客家俗諺、傳說、詞彙
  - 竹東客家聚落歷史人文資產
  - 竹東伯公信仰及民俗節慶
  - 新竹地區客家人的媽祖信仰
  - 褒忠亭義民爺信仰、義民祭文化

- 古物
  - 湖口文人遺世書畫作品
  - 大新吟社詩集
  - 陶社詩集
  - 老大份客詩小集
  - 渡臺悲歌

## 教育
大專院校
- 國立臺灣大學竹北校區
- 國立臺灣科技大學新竹分部
- 國立陽明交通大學六家校區
- 中國科技大學新竹校區
- 中華科技大學新竹校區
- 敏實科技大學
- 明新科技大學

高級中學
國民中學
國民小學

## 體育
- 新竹街口攻城獅職籃隊（P.LEAGUE+）

## 交通

### 鐵路
台灣高鐵穿越本縣，高鐵新竹站設置於竹北市。

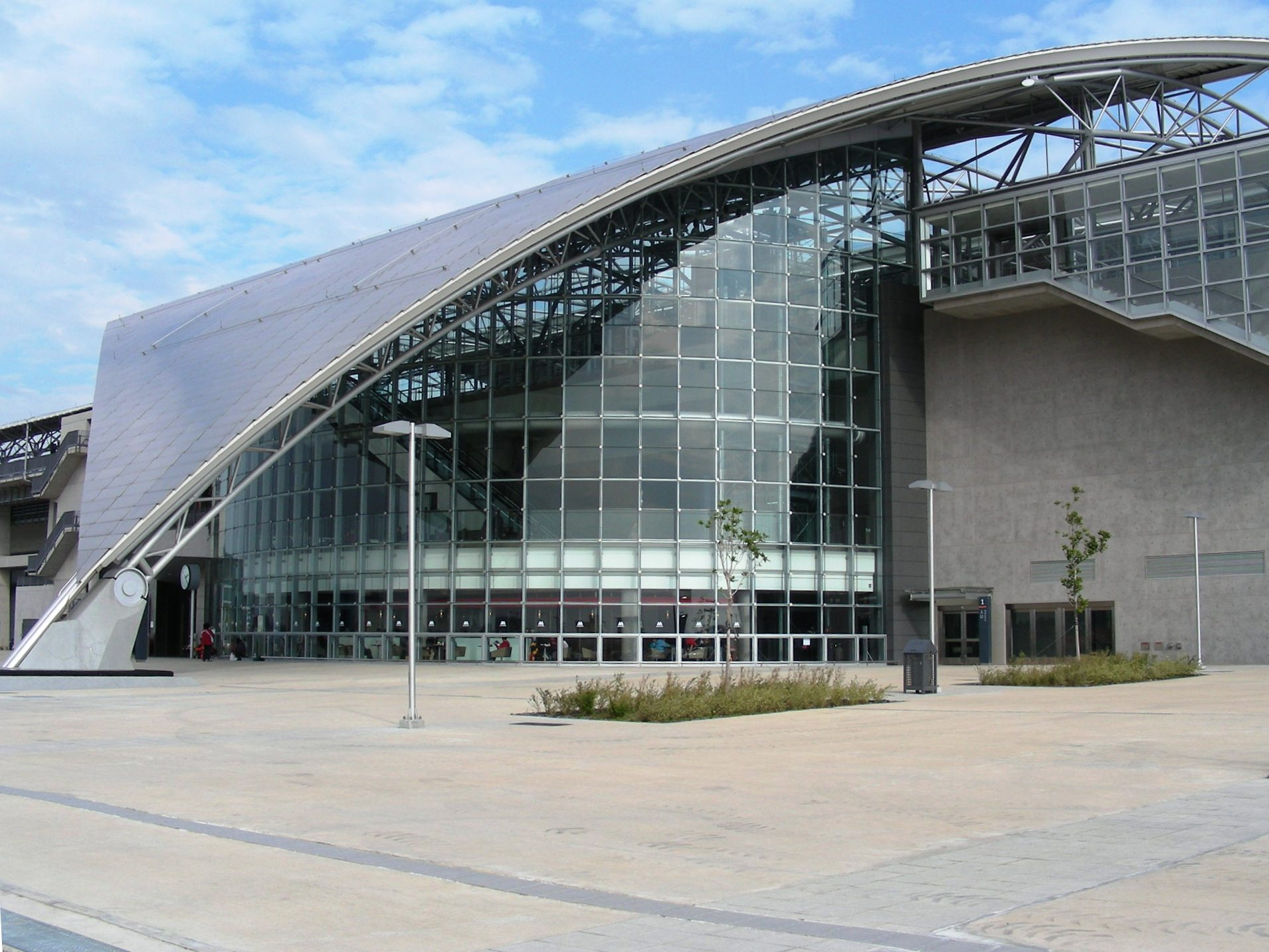
高鐵新竹站

台鐵縱貫線、六家線、內灣線都有在本縣設站。自2007年3月1日起因興建六家線，內灣線的新竹 - 竹東間列車停駛4年8個月，內灣線因為六家線完工已於2011年11月11日恢復通車。

### 公路
通過新竹縣境內國道高速公路有中山高速公路及福爾摩沙高速公路，中山高速公路在新竹縣內設有3個一般交流道（湖口交流道、竹北交流道、新竹交流道）及1個系統交流道（新竹系統交流道），其中新竹交流道位於寶山鄉與新竹市交界處，是新竹縣唯一橫跨縣市交界的交流道，福爾摩沙高速公路在新竹縣內設有3個一般交流道（關西交流道、竹林交流道、寶山交流道）及1個系統交流道（新竹系統交流道）。新竹縣境內的快速公路有台61線（西濱快速公路）、台68線（東西向快速公路南寮竹東線）及台68甲線。
除了快速公路以外，新竹縣內尚有省道4條，分別是省道台1線（縱貫公路）、省道台3線（內山公路）、省道台15線（西濱公路北段）、省道台31線（高鐵橋下道路新竹段），皆為南北縱貫省道。
新竹縣現有縣道4條及聯絡桃園市市道2條。跨縣市縣道有縣道117號、縣道122號。全線在縣內的縣道有縣道120號、縣道123號。市道分別為市道115號、市道118號。
除了上述公路，新竹縣還有鄉道公路系統存在，遍布全縣。

### 公車客運
國道客運有國光客運、台聯客運。
公路客運有捷乘客運、亞通客運、苗栗客運、金牌客運、科技之星交通、亦捷科際。

## 旅遊

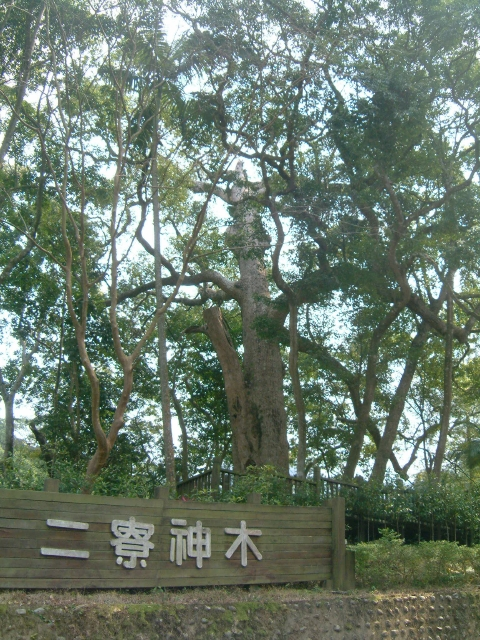
二寮神木

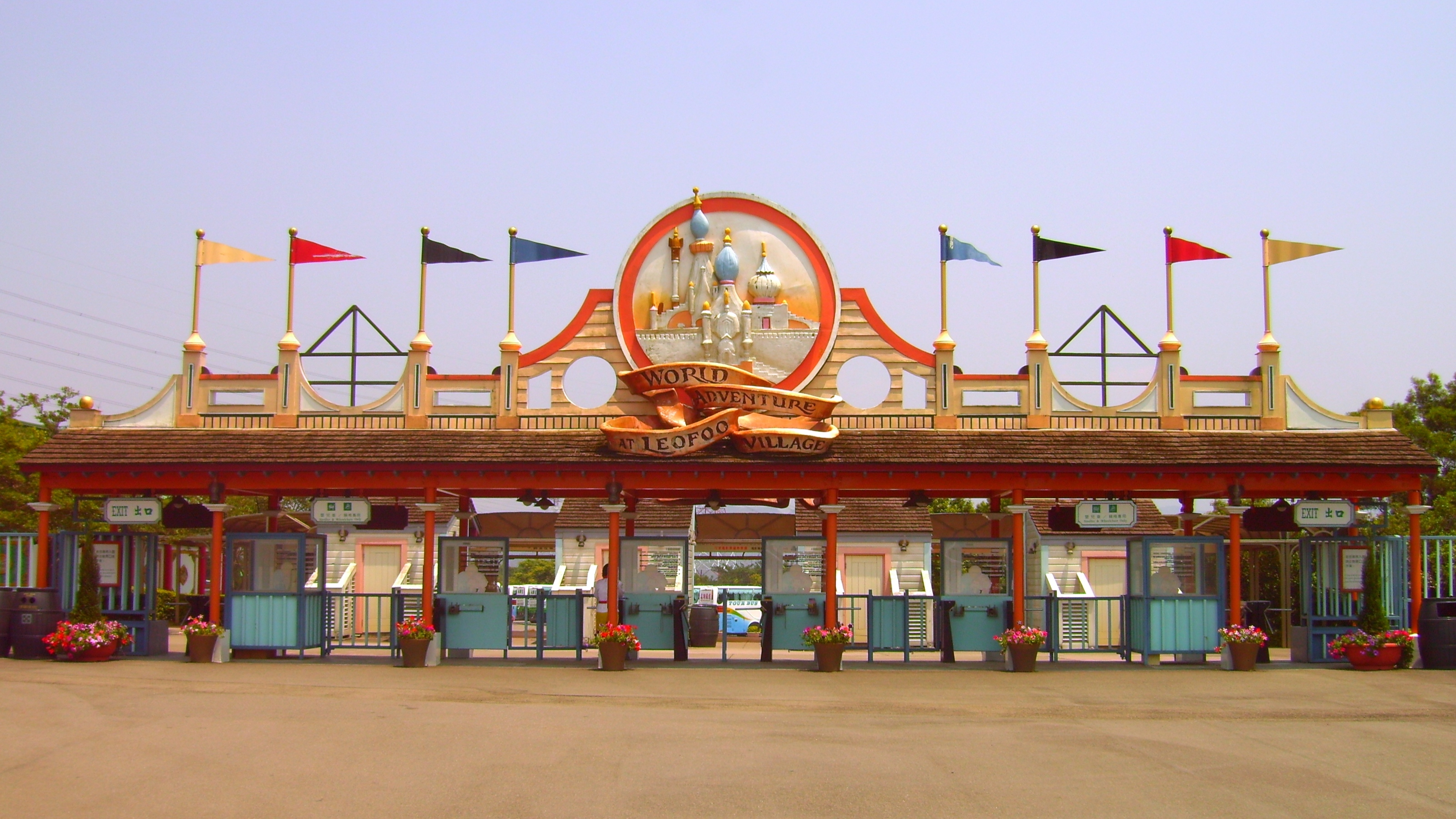
六福村主題遊樂園

### 新竹縣八景
1888年（清光緒十四年），廩生陳朝龍受知縣方祖蔭（今新竹市）委編《新竹采訪冊》，列出「新竹八景」為「指峰凌霄」（五指山）、「隙溪吐墨」（客雅溪）、「香山觀海」（香山）、「合水信潮」（雙溪）、「鳳崎晚霞」（鳳山崎）、「北郭煙雨」（北郭園）、「靈泉試茗」（冷水坑）及「潛園探梅」（潛園）。唯當時新竹縣、市尚未分治，上述八景中，有五景已不在今日新竹縣境。
縣、市分治後，新竹縣文獻委員會曾重擬「新竹縣八景」，包括、「獅山佛洞」（獅頭山）、「五指凌霄」（五指山）、「清泉試浴」（五峰鄉清泉）、「飛鳳探梅」（芎林飛鳳山）、「內灣垂釣」（內灣溪流）、「馬武連峰」（關西馬武督山峰）及「鳳崎晚霞」（新豐鳳山崎），均為傳統文人雅士賞景最佳去處。

### 國家級景點
雪霸國家公園是台灣第五座國家公園，範圍跨越新竹縣、苗栗縣、臺中市，總面積達76,850公頃。其中新竹縣境內有兩部分，一部分位於五峰鄉西南端的爺巴堪溪流域，擁有樂山林道、柳杉樹海、檜山神木等景點，地緣上屬於國家公園三大遊憩區之一的觀霧遊憩區。另一部分位於尖石鄉南端的淡水河源流區，有大霸尖山、品田山、池有山等多座三千公尺以上高峰，為台灣知名的登山聖地之一。
馬告檜木國家公園為2002年公告的一座新的國家公園，位於宜蘭縣、新北市、桃園市與新竹縣交界處，因當地原住民反對，並未成立管理處，亦未推動實施。
獅頭山風景區為參山國家風景區的一部分，範圍包括新竹縣的峨眉鄉、北埔鄉、竹東鎮，以及苗栗縣南庄鄉、三灣鄉，主要景點有二寮神木、蓬萊溪自然生態園區、峨嵋湖、向天湖等。
觀霧國家森林遊樂區位於新竹縣五峰鄉與苗栗縣泰安鄉交界處，海拔高約2,000公尺，由林業署新竹林區管理處經營管理。區內有瀑布、雲海日出、雪霸連峰、巨大檜木群等特殊景觀。春夏時節百花齊放，秋冬時節楓紅層層，而高山雪景更是遠近馳名。

### 其他景點
清泉風景特定區位於五峰鄉桃山村清泉聚落，約居五峰聚落通往觀霧的中點，為新竹八景之一。該地原以清泉溫泉而聞名，日治時期舊名「井上溫泉」，曾以「溫泉試浴」名列新竹八景之一。奉系少帥張學良曾被軟禁於此地達十餘年，其故居原在上坪溪清泉大橋北側，1963年遭葛樂禮颱風沖毀，受限於土石流敏感區無法原地興建，故於二號吊橋西南側參照故居相片重建。
新竹縣的主題樂園數量頗多，包括位於關西鎮的六福村、位於新豐鄉的小叮噹科學主題樂園、位於橫山鄉的萬瑞森林樂園、位於北埔鄉的綠世界生態農場、位於竹東鎮的神秘國度森林度假村，以及位於新埔鎮的新竹楓育樂中心。
新竹縣尖石鄉有尖石溫泉，此外數量甚多的登山步道亦是運動健身的好去處。

### 博物館
新竹縣博物館有：
- 竹北市：新竹縣文化局美術館、新竹縣縣史館
- 新埔鎮：德興古代文物城
- 關西鎮：關西鎮立東安博物館
- 芎林鄉：蛋之藝博物館、瑞龍博物館
- 橫山鄉：幻多奇另類博物館、內灣漫畫館
- 北埔鄉：北埔地方文化館
- 新豐鄉：明新科技大學藝文中心
- 寶山鄉：竹科寶山藝術村
- 竹東鎮：樹杞林文化館

## 縣歌
新竹縣縣歌歌詞為彭崇仁校長所作，由吳丁連先生譜曲。時任新竹縣縣長范振宗（1989年－1997年任職）於任內1995年先公開徵求縣歌歌詞，再聘專家譜曲。除發文至縣內各公立機關學校，也在報紙刊登消息。經由評選，歌詞由彭崇仁先生獲得首獎，並頒發獎金5萬元﹔歌詞確定後，禮聘當時交通大學音樂研究所教授吳丁連先生譜曲，縣歌於焉誕生。

## 外部連結
- 新竹縣政府 （页面存档备份，存于）（繁體中文）
- 新竹縣ing的Facebook專頁（繁體中文）
- YouTube上的新竹縣政府頻道（繁體中文）
- 新竹縣旅遊網 （页面存档备份，存于）